# Horizons (fransk parti)
Horizons er et fransk centrum–højre parti, oprettet den 9. oktober 2021 i Le Havre. Partiet er stiftet af Édouard Philippe, der er byens borgmester, og som var landets premierminister i 2017–2020.
Partiet har tilslutning fra borgmestrene i Reims, Le Havre, Toulon, Angers og det 9. arrondissement i Paris samt 12 medlemmer af Nationalforsamlingen og fra et medlem af Europaparlamentsmedlem.
Det forventes, at partiet vil støtte Emmanuel Macrons genvalg ved Præsidentvalget i Frankrig 2022.